# Johan Jensen
Johan Ludwig William Valdemar Jensen, más conocido como Johan Jensen, (8 de mayo de 1859 – 5 de marzo de 1925) fue un matemático e ingeniero danés. Presidió la Sociedad Matemática Danesa desde 1892 a 1903.

## Vida y obra
Jensen nació en Nakskov, Dinamarca, pero pasó gran parte de su infancia en el norte de Suecia, ya que su padre obtuvo un trabajo allí como gerente de una finca. Su familia regresó a Dinamarca antes de 1876, cuando Jensen fue inscrito en el Colegio de Tecnología de Copenhague. Aunque en la universidad estudió matemáticas entre otras materias, e incluso publicó un trabajo de investigación en matemáticas, su conocimiento de la matemática avanzada era autodidacta, y nunca tuvo una posición académica. En cambio, fue un respetado ingeniero de la Compañía Telefónica de Copenhague entre 1881 y 1924; y se convirtió en jefe de la oficina técnica de investigación en 1890. Todos sus trabajos matemáticos los llevó a cabo en su tiempo libre.
Su contribución matemática más conocida es su famosa desigualdad, aunque también probó la fórmula de Jensen en análisis complejo en 1915.